# Cát Nhơn
Cát Nhơn là một xã thuộc huyện Phù Cát, tỉnh Bình Định, Việt Nam.
Xã Cát Nhơn có diện tích 39,15 km², dân số năm 1999 là 10.274 người, mật độ dân số đạt 262 người/km².

## Hành chính
Xã Cát Nhơn được chia thành 9 thôn: An Nông, Chánh Mẫn, Chánh Nhơn, Đại Ân, Đại Hào, Đại Hữu, Đại Lợi, Liên Trì, Trung Bình.